# Gabriele du Vinage
Gabriele du Vinage (* 9. Februar 1920 in Berlin; † 2. März 2009 in Hamburg) war eine deutsche Fotografin und Fotojournalistin.

## Ausbildung und erste Tätigkeiten
Gabriele du Vinage war die dritte von vier Töchtern des Kaufmanns und Consuls François du Vinage und seiner Ehefrau, der Ärztin Amelie du Vinage-von Skopnik. Als sie sieben Jahre alt war, verstarb ihr Vater. Hierdurch und im Zuge der Weltwirtschaftskrise 1929 entstand für die restliche Familie eine finanziell schwierige Situation, weshalb alle Töchter früh mit einer Berufsausbildung begannen. Gabriele wurde an der Photographischen Lehranstalt des Lette-Vereins ausgebildet und legte 1940 vor der Photographen-Innung Berlin ihre Gesellenprüfung als Kunstfotografin ab. Zunächst arbeitete sie von 1940 bis 1944 im freien Werkvertrag am Staatlichen Museum für deutsche Volkskunde Berlin. Ein 1943 oder 1944 von ihr aufgenommenes Porträtfoto von dem Pädagogen und Kulturpolitiker Adolf Reichwein (SPD), der 1944 als Angehöriger des Widerstands hingerichtet wurde, zählt zu den wenigen freien Arbeiten aus dieser frühen Zeit, welche die kriegsbedingte Zerstörung ihrer Wohnung überdauerten. Auf Wunsch ihrer neun Jahre älteren, damals als Bildberichterstatterin arbeitenden Schwester Beatrice du Vinage verzichtete sie zunächst (und bis weit in die 1950er Jahre hinein) auf die Nennung ihres Familiennamens und kennzeichnete ihre Fotos urheberrechtlich mit dem Vermerk „foto: gabriele“. Im April 1944 bestand sie vor dem Reichsverband der Deutschen Presse (RDP) und dem Reichsverband der Bildberichterstatter ihre Abschlussprüfung als Schriftleiter(in) und Bildberichterstatter(in). Anschließend arbeitete sie als Bildberichterstatterin für die Terra Filmkunst und fertigte bis Kriegsende in einem offiziellen Projekt Farbaufnahmen von Deckenfresken in Kirchen und Schlössern an.

## Nach dem Zweiten Weltkrieg: Film- und Theaterfotos
1947 erhielt sie die Arbeitsbewilligung für den erlernten Beruf als Fotografin und Bildberichterstatterin in Hamburg. Sie war anschließend u. a. als freie Mitarbeiterin für den Presse Bild Dienst (PBD) und für den Fotografen Konrad Weidenbaum als Bildberichterin beschäftigt. 1952 wurde sie als Pressefotografin in den DJV Hamburg aufgenommen. Noch in den 1940er Jahren begann sie, sich auf ihre zukünftigen Hauptarbeitsfelder zu konzentrieren: Standfotos von Film- und Fernsehproduktionen, Theaterfotografie und Porträtfotos von Schauspielern. Beim Film entstand vor allem eine langjährige Zusammenarbeit als Standfotografin für die Real-Film. Zu ihren Arbeiten für den Kinofilm zählt beispielsweise im Juni 1949 Schicksal aus zweiter Hand (Regie: Wolfgang Staudte). Es sind wesentlich mehr Filme, als die bisher in den Filmdatenbanken (IMDbPro und filmportal.de) zu ihr aufgelisteten Titel. Zu den bekanntesten Filmen, für die sie die Standfotos machte, zählen Ludwig II., Des Teufels General, Der Hauptmann von Köpenick, Die Zürcher Verlobung, Nasser Asphalt, Der Schinderhannes, Der Rest ist Schweigen,  Der Frosch mit der Maske, Die Brücke (Regie: Bernhard Wicki), Schwarzer Kies, Moritz, lieber Moritz oder Der Zauberberg (Regie: Hans W. Geißendörfer). Sie war keineswegs nur bei in Hamburg realisierten Filmproduktionen tätig, wie auch ein zeitgenössischer Zeitungsbericht über sie belegt. Gabriele du Vinage galt als „eine der bekanntesten Standfotografinnen“ dieser Zeit in Deutschland. Gleichzeitig entstand eine umfangreiche, langjährige Dokumentation der Neuinszenierungen an verschiedenen Hamburger Theatern. 1952 heiratete sie ihren Schüler und Assistenten Matthias Wisch, und der zukünftige gemeinsame Künstlername wurde „du Vinage“. Ein gemeinsamer Copyrightstempel „foto: du Vinage“, der erst in der Unterzeile bei der Adresse die Vornamen „Gabriele und Matthias du Vinage“ gemeinsam aufführt, macht es heute für Außenstehende in Einzelfällen sogar schwierig, die Urheberschaft zu unterscheiden, zumal es (namentlich im Bereich der Hamburger Theaterfotografie) sogar von beiden gemeinsam besuchte und fotografierte Ereignisse gab.

## Porträtfotografie
Bereits eine kleine Auswahl an Namen zeigt, dass die von ihr Porträtierten zu den namhaftesten deutschen Schauspielern der Zeit gehörten: Hans Albers, Paul Bildt, Hark Bohm, Horst Buchholz, Ida Ehre, O. W. Fischer, Gert Fröbe, Joachim Fuchsberger, Martin Held, Klaus Kinski, Viktor de Kowa, Curd Jürgens, Ruth Leuwerik, Siegfried Lowitz, Wolfgang Lukschy, Liselotte Pulver, Heinz Reincke, Heinz Rühmann, Maria Schell, Nadja Tiller oder Wolfgang Völz. Von vielen Persönlichkeiten der Film- und Theaterwelt  ̵  wie z. B. von Helmut Käutner  ̵  entstanden auch privatere Aufnahmen.

## Bekanntheit
So wie ihre Schauspielfotos in die aktuelle Berichterstattung der Hamburger Zeitungen einflossen und in zahlreiche Buchpublikationen aufgenommen wurden, waren ihre Standfotos von den Filmen nicht nur in den Aushangkästen der Kinos zu sehen, sondern durch vielfachen Abdruck in den Zeitschriften (z. B. in „Film und Frau“) für den ersten Eindruck verantwortlich, den man in der Öffentlichkeit von den fraglichen Filmen bekam. Immer wieder erlangten ihre Fotos einen großen Bekanntheitsgrad. 1951 kam sie mit einem Porträtfoto des in Kopenhagen lebenden Malers Paul René Gauguin beim Internationalen Rollei-Wettbewerb unter 55.000 Einreichungen unter die ersten fünf Preisträger. Unter der Überschrift „Filmfoto wandert um die Welt. Ein Bild der deutschen Zonengrenze erschüttert Millionen“ wurde 1954 über ein Foto von ihr zu Helmut Käutners Himmel ohne Sterne berichtet. Sehr bekannt ist auch eine Aufnahme von ihr, die Klaus Kinski als Deklamator zeigt und am 22. Februar 1961 als Titelbild des Magazins Der Spiegel verwendet wurde. Auch eigene Bildberichte trugen zu ihrer Bekanntheit bei. – Eine umfassendere posthume Würdigung ihrer Arbeit steht bisher noch aus. Ein Teilnachlass mit ihren tanzbezüglichen Aufnahmen befindet sich beim Deutschen Tanzarchiv Köln.